# Домрачев, Александр Васильевич (Герой Советского Союза)
Алекса́ндр Васи́льевич До́мрачев (1904—1966) — полковник Рабоче-крестьянской Красной Армии, участник Великой Отечественной войны, Герой Советского Союза (1943).

## Биография
Александр Домрачев родился 9 июня 1904 года в селе Байса в крестьянской семье. Русский. Получил среднее образование, учился в мужской гимназии в Малмыже, затем окончил школу 2-й ступени. С начала 1920-х годов проживал в Сибири. В 1921 году Домрачев был призван на службу в Рабоче-крестьянскую Красную Армию. В 1924 году окончил Томскую артиллерийскую школу, в 1926 году — курсы усовершенствования комсостава, в 1929 году — курсы при штабе РККА. В 1929 году участвовал в конфликте на КВЖД.
С июня 1941 года — на фронтах Великой Отечественной войны. Участвовал в боях на Западном, Воронежском, Центральном, Белорусском, 1-м Белорусском фронтах. В боях четыре раза был ранен. К октябрю 1943 года гвардии полковник Александр Домрачев командовал 23-й гвардейской лёгкой пушечной артиллерийской бригадой 5-й артиллерийской дивизии 4-го артиллерийского корпуса прорыва 61-й армии Центрального фронта. Отличился во время битвы за Днепр.
16-18 октября 1943 года бригада Домрачева успешно переправилась через Днепр в районе села Любеч Репкинского района Черниговской области Украинской ССР и захватила плацдарм на его западном берегу. Она успешно держала оборону, отразив большое количество немецких контратак.
Указом Президиума Верховного Совета СССР от 24 декабря 1943 года за «умелое командование бригадой, мужество и героизм, проявленные при форсировании Днепра» гвардии полковник Александр Домрачев был удостоен высокого звания Героя Советского Союза с вручением ордена Ленина и медали «Золотая Звезда» за номером 2989.
В мае 1945 года по болезни Домрачев был уволен в запас. Проживал в Волгограде, умер 24 марта 1966 года.

## Награды
- Медаль «Золотая Звезда»;
- орден Ленина;
- орден Красного Знамени[3];
- орден Кутузова II степени[4];
- медаль За боевые заслуги;
- медаль «За победу над Германией в Великой Отечественной войне 1941—1945 гг.» (9 мая 1945[5]);
- юбилейная медаль «Двадцать лет Победы в Великой Отечественной войне 1941—1945 гг.» (7 мая 1965[6]);
- медаль «Ветеран Вооружённых Сил СССР»;
- медаль XX лет РККА;
- медаль «30 лет Советской Армии и Флота»[7];
- юбилейная медаль «40 лет Вооружённых Сил СССР»[8].

## Память

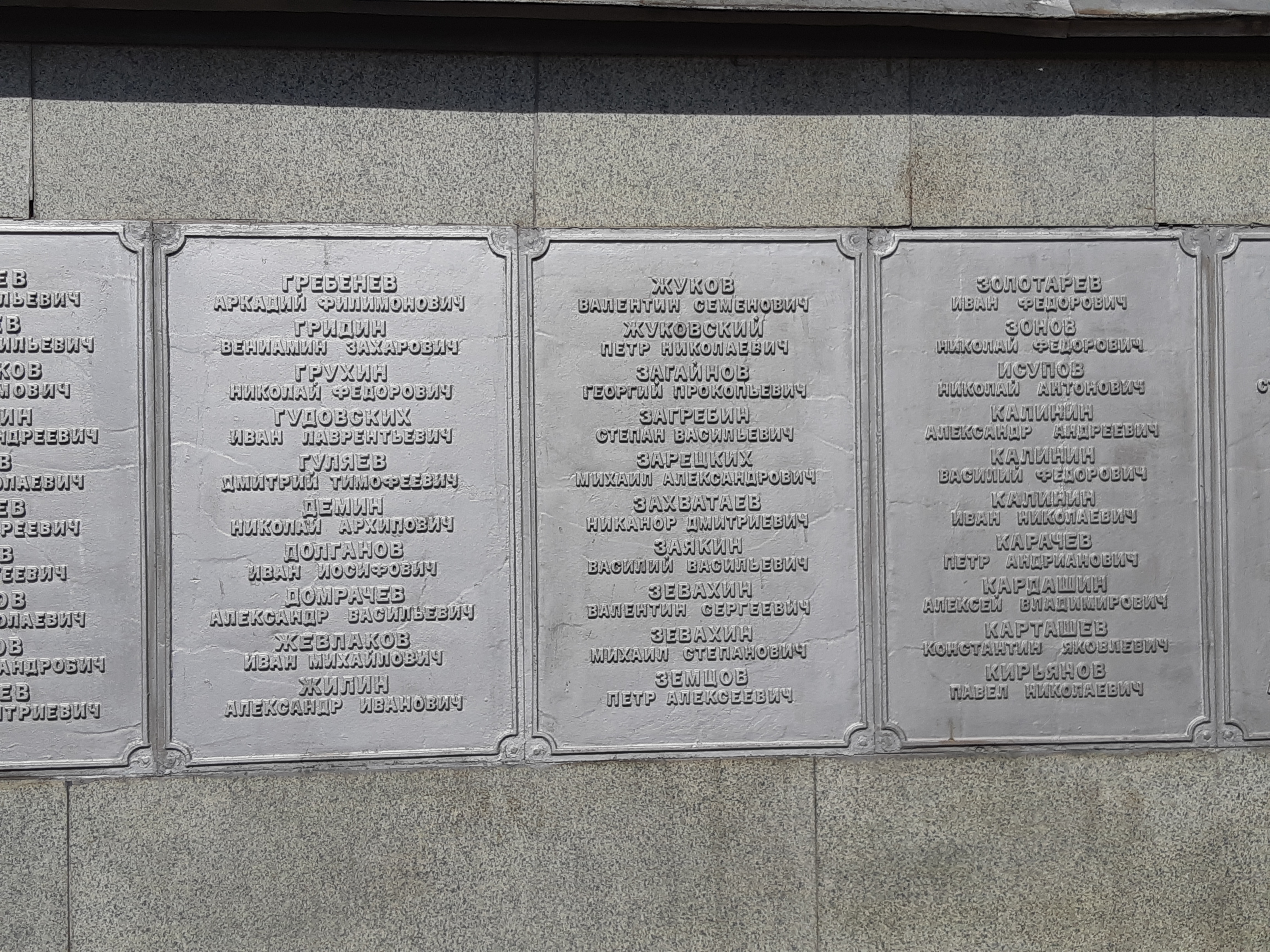
Имя Героя на мемориальной доске в парке Дворца пионеров г. Кирова

- Имя Героя увековечено на мемориальной доске в честь Героев Советского Союза — уроженцев Кировской области в парке Дворца пионеров города Кировач
- Имя Героя высечено золотыми буквами в зале Славы Центрального музея Великой Отечественной войны в Парке Победы города Москвы.
- На могиле Героя установлен надгробный памятник.
- В честь Домрачева названа улица в его родном селе[2].